# ناحیه اسپلی، شهرستان مارشال، مینه سوتا
ناحیه اسپلی (به انگلیسی: Espelie Township) یک منطقهٔ مسکونی در ایالات متحده آمریکا است که در شهرستان مارشال، مینه‌سوتا واقع شده‌است.
 ناحیه اسپلی ۱۱۵٫۶ کیلومتر مربع مساحت و ۵۸ نفر جمعیت دارد و ۳۵۷ متر بالاتر از سطح دریا واقع شده‌است.